# Uganda na Letnich Igrzyskach Olimpijskich 2012
Uganda na Letnich Igrzyskach Olimpijskich 2012 – występ kadry sportowców reprezentujących Ugandę na igrzyskach olimpijskich w Londynie. Reprezentacja liczyła 15 zawodników – 11 mężczyzn i 4 kobiety.
Był to czternasty występ reprezentacji Ugandy na letnich igrzyskach olimpijskich.

## Zdobyte medale
| Medal | Zawodnik          | Dyscyplina    | Konkurencja | Rezultat | Data        | Źródło |
| ----- | ----------------- | ------------- | ----------- | -------- | ----------- | ------ |
| Złoto | Stephen Kiprotich | Lekkoatletyka | maraton     | 2:08:01  | 12 sierpnia | [ 2 ]  |

## Reprezentanci

### Badminton
Mężczyźni
| Zawodnik      | Konkurencja    | Faza grupowa             | Faza grupowa                  | Faza grupowa | 1/8              | Ćwierćfinał      | Półfinał         | Finał/BM         | Finał/BM | Źródło |
| Zawodnik      | Konkurencja    | Przeciwnik Wynik         | Przeciwnik Wynik              | Miejsce      | Przeciwnik Wynik | Przeciwnik Wynik | Przeciwnik Wynik | Przeciwnik Wynik | Miejsce  | Źródło |
| ------------- | -------------- | ------------------------ | ----------------------------- | ------------ | ---------------- | ---------------- | ---------------- | ---------------- | -------- | ------ |
| Edwin Ekiring | gra pojedyncza | Wong P 0-2 (10-21, 8-21) | Leverdez P 0-2 (12-21, 11-21) | 3.           | NQ               | NQ               | NQ               | NQ               | NQ       | [ 3 ]  |

### Lekkoatletyka

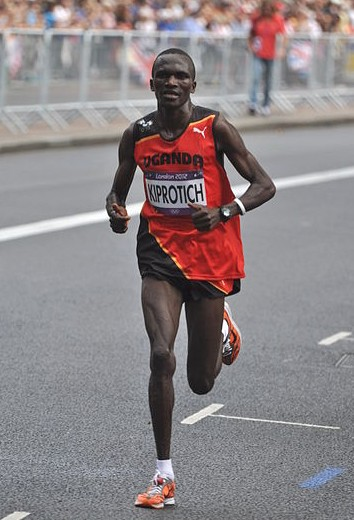
Zwycięzca biegu maratońskiego Stephen Kiprotich podczas rywalizacji

Mężczyźni
| Zawodnik          | Konkurencja                   | Eliminacje | Eliminacje | Półfinał | Półfinał | Finał    | Finał   | Źródło |
| Zawodnik          | Konkurencja                   | Rezultat   | Pozycja    | Rezultat | Pozycja  | Rezultat | Pozycja | Źródło |
| ----------------- | ----------------------------- | ---------- | ---------- | -------- | -------- | -------- | ------- | ------ |
| Julius Mutekanga  | bieg na 800 m                 | 1:48.41    | 35.        | NQ       | NQ       | NQ       | NQ      | [ 4 ]  |
| Abraham Kiplimo   | bieg na 5000 m                | 13:31,57   | 24.        | —        | —        | NQ       | NQ      | [ 5 ]  |
| Geofrey Kusuro    | bieg na 5000 m                | 13:59,74   | 37.        | —        | —        | NQ       | NQ      | [ 5 ]  |
| Moses Kipsiro     | bieg na 5000 m                | 13:17,68   | 7. q       | —        | —        | 13:52,25 | 15.     | [ 5 ]  |
| Moses Kipsiro     | bieg na 10 000 m              | —          | —          | —        | —        | 27:39.22 | 10.     | [ 6 ]  |
| Thomas Ayeko      | bieg na 10 000 m              | —          | —          | —        | —        | 27:58.96 | 16.     | [ 6 ]  |
| Stephen Kiprotich | maraton                       | —          | —          | —        | —        | 2:08:01  | 1.      | [ 2 ]  |
| Jacob Araptany    | bieg na 3000 m z przeszkodami | 8:35,85    | 25.        | —        | —        | NQ       | NQ      | [ 7 ]  |
| Benjamin Kiplagat | bieg na 3000 m z przeszkodami | 8:18,44    | 6. q       | —        | —        | DSQ      | DSQ     | [ 7 ]  |

Kobiety
| Zawodniczka     | Konkurencja                   | Eliminacje | Eliminacje | Półfinał | Półfinał | Finał    | Finał   | Źródło |
| Zawodniczka     | Konkurencja                   | Rezultat   | Pozycja    | Rezultat | Pozycja  | Rezultat | Pozycja | Źródło |
| --------------- | ----------------------------- | ---------- | ---------- | -------- | -------- | -------- | ------- | ------ |
| Janet Achola    | bieg na 1500 m                | 4:11,64    | 21.        | NQ       | NQ       | NQ       | NQ      | [ 8 ]  |
| Dorcus Inzikuru | bieg na 3000 m z przeszkodami | 9:35,29    | 20.        | —        | —        | NQ       | NQ      | [ 9 ]  |
| Jane Suuto      | maraton                       | —          | —          | —        | —        | 2:44:46  | 93.     | [ 10 ] |

### Pływanie
Mężczyźni
| Zawodnik       | Konkurencja          | Eliminacje | Eliminacje | Półfinał | Półfinał | Finał | Finał   | Źródło |
| Zawodnik       | Konkurencja          | Czas       | Miejsce    | Czas     | Miejsce  | Czas  | Miejsce | Źródło |
| -------------- | -------------------- | ---------- | ---------- | -------- | -------- | ----- | ------- | ------ |
| Gilbert Kaburu | 50 m stylem dowolnym | 27,58      | 53.        | NQ       | NQ       | NQ    | NQ      | [ 11 ] |

Kobiety
| Zawodniczka    | Konkurencja          | Eiminacje | Eiminacje | Półfinał | Półfinał | Finał | Finał   | Źródło |
| Zawodniczka    | Konkurencja          | Czas      | Miejsce   | Czas     | Miejsce  | Czas  | Miejsce | Źródło |
| -------------- | -------------------- | --------- | --------- | -------- | -------- | ----- | ------- | ------ |
| Jamila Lunkuse | 50 m stylem dowolnym | 28,44     | 52.       | NQ       | NQ       | NQ    | NQ      | [ 12 ] |

### Podnoszenie ciężarów
Mężczyźni
| Zawodnik          | Konkurencja   | Rwanie | Rwanie  | Podrzut | Podrzut | Razem  | Pozycja | Źródło |
| Zawodnik          | Konkurencja   | Wynik  | Pozycja | Wynik   | Pozycja | Razem  | Pozycja | Źródło |
| ----------------- | ------------- | ------ | ------- | ------- | ------- | ------ | ------- | ------ |
| Charles Ssekyaaya | waga do 69 kg | 105 kg | 14.     | 130 kg  | 13.     | 235 kg | 13.     | [ 13 ] |